# Spatalistis
Spatalistis is een geslacht van vlinders uit de familie van de bladrollers (Tortricidae). De wetenschappelijke naam is gepubliceerd in 1907 door Edward Meyrick. Hij beschreef een viertal soorten uit India en Ceylon: Spatalistis paryphaea (= Reptilisocia paryphaea), S. cyanoxantha (=Trophocosta cyanoxantha), S. hormota en S. rhopica, die hij als de typesoort aanduidde.
Dit geslacht is verspreid over het Palearctisch gebied en het Oriëntaals gebied, tot in Nieuw-Guinea. De azuurbladroller is de enige soort die in Europa voorkomt.

## Soorten
- Spatalistis aglaoxantha
- Spatalistis armata
- Spatalistis bifasciana (Azuurbladroller)
- Spatalistis christophana
- Spatalistis droserantha
- Spatalistis dulcedana
- Spatalistis egesta
- Spatalistis gerdia
- Spatalistis gratiosa
- Spatalistis hormota
- Spatalistis nephritica
- Spatalistis numismata
- Spatalistis orbigera
- Spatalistis philauta
- Spatalistis rhopica
- Spatalistis translineata
- Spatalistis tyrophthora
- Spatalistis violacea
- Spatalistis zygota